# 会战道街道
会战道街道，是中华人民共和国河北省沧州市任丘市下辖的一个街道办事处。

## 行政区划
会战道街道下辖以下地区：
ID“Template:PRC admin/data/13/09/82/007/000”在系统中是未知的。请使用一个有效的实体ID。。